# Angus Gillan
James Angus Gillan (Aberdeen, 11 ottobre 1885 – 23 aprile 1981) è stato un canottiere britannico.
Ha vinto due medaglie olimpiche nel canottaggio, entrambe d'oro: una medaglia d'oro alle Olimpiadi 1908 svoltesi a Londra nella gara di quattro senza maschile e una alle Olimpiadi 1912 di Stoccolma nella gara di otto maschile.